# 北海岸 (新南威尔士州)

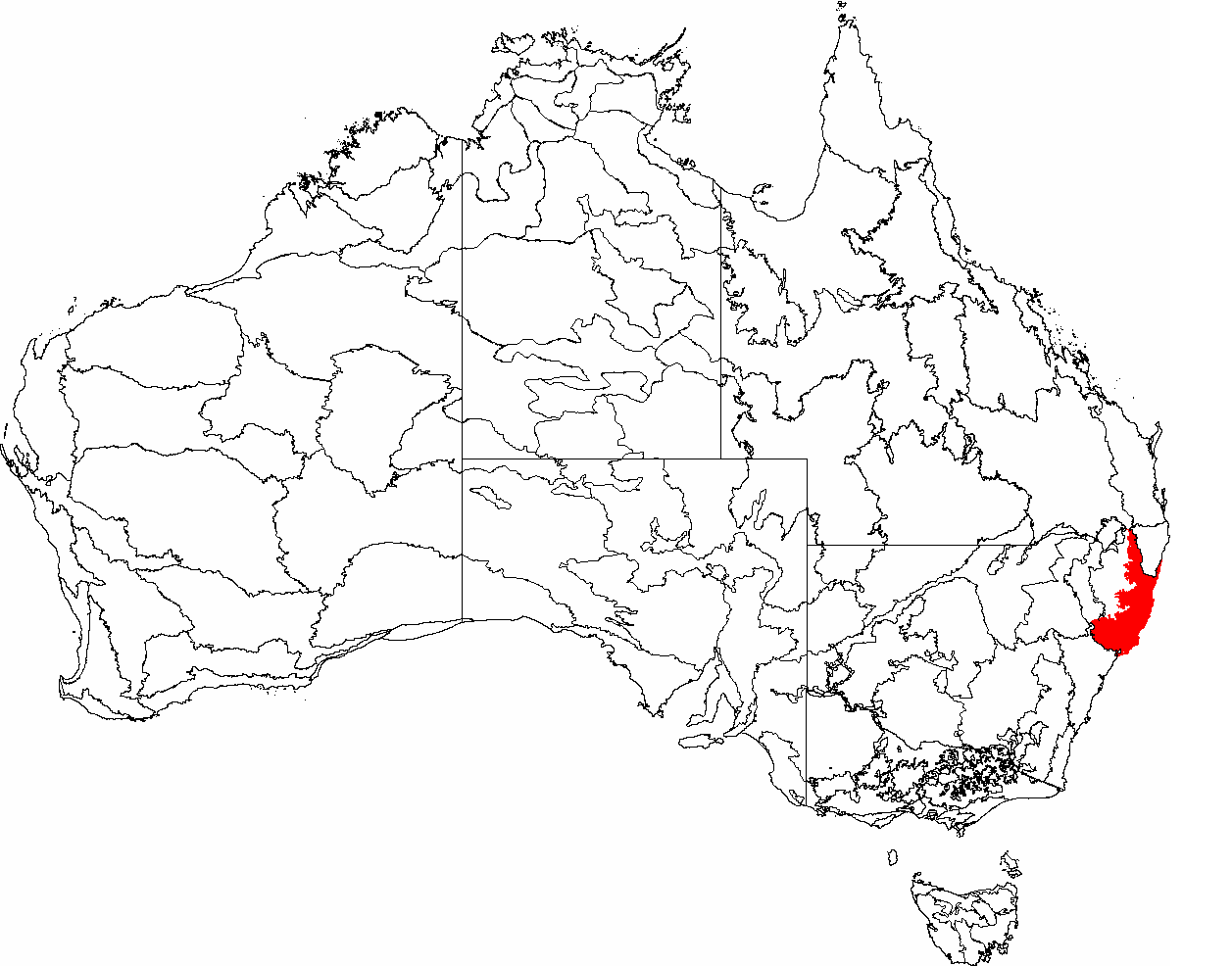
北海岸（生物地理区域）在澳大利亚的大致位置。

北海岸（英語：North Coast）为澳洲新南威尔士州东北角的临海（太平洋）区域，北接昆士兰州。该地区内主要市镇有：科夫斯港、利斯莫尔、巴利纳、拜倫灣、格拉夫顿、卡西诺、埃文斯黑德与默威伦巴。
太平洋高速公路与城市铁路北海岸线从境内穿过。地区内主要为温和亚热带气候。